# حكومة شميدت الثانية
أدت حكومة شميدت الثانية بقيادة المستشار هلموت شميدت اليمين في 16 كانون الأول 1976 وأرست مهامها في 4 تشرين الثاني 1980. كلفت بمزاولة العمل كحكومة تصريف أعمال حتى 5 تشرين الثاني 1980.

## وصلات خارجية
- مجلس الوزراء الألماني  (بالإنجليزية)
- الوزارات الاتحادية في ألمانيا (بالإنجليزية)